# الشباب الاشتراكي الموحد (إسبانيا)
الشباب الاشتراكي الموحد هي منظمة شبابية تشكلت في ربيع عام 1936 في إسبانيا من خلال اندماج مجموعات شبابية من حزب العمال الاشتراكي الإسباني والحزب الشيوعي الإسباني. جاء زعيمها سانتياغو كاريلو من الشباب الاشتراكي، لكنه انضم سراً إلى الشباب الشيوعي قبل الاندماج، وسرعان ما سيطر حزب الحزب الشيوعي على المجموعة.